# Parasisyra kargalica
Parasisyra kargalica là một loài côn trùng thuộc bộ Neuroptera. Loài này được G. Zalessky miêu tả năm 1933.